# Nenema rugosa
Nenema rugosa är en insektsart som först beskrevs av Ball 1902.  Nenema rugosa ingår i släktet Nenema och familjen Caliscelidae. Inga underarter finns listade i Catalogue of Life.